# Хоруля
Хоруля (пол. Chorula) — село в Польщі, у гміні Ґоґолін Крапковицького повіту Опольського воєводства.
Населення — 612 осіб (2011).

## Демографія
Демографічна структура станом на 31 березня 2011 року:
|          | Загалом | Допрацездатний вік | Працездатний вік | Постпрацездатний вік |
| -------- | ------- | ------------------ | ---------------- | -------------------- |
| Чоловіки | 287     | 54                 | 195              | 38                   |
| Жінки    | 325     | 53                 | 205              | 67                   |
| Разом    | 612     | 107                | 400              | 105                  |